# Saint-Amand (Fleurus)
Saint-Amand is een dorp in de Belgische provincie Henegouwen, en een deelgemeente van de Waalse stad Fleurus.
Saint-Amand-lez-Fleurus was een zelfstandige gemeente, tot ze bij de gemeentelijke herindeling van 1977 toegevoegd werd aan de gemeente Fleurus.

## Chassart
Chassart is een gehucht in Saint-Amand. Een befaamde Belgische jenever is genoemd naar deze buurtschap.
Ook de naam van de adellijke familie Dumont de Chassart verwijst naar deze plaats.

## Demografische ontwikkeling
- Bronnen:NIS, Opm:1831 tot en met 1970=volkstellingen, 1976= inwoneraantal op 31 december

## Bezienswaardigheden
- De Église Saint-Amand